# Heinz Lotz (Politiker)

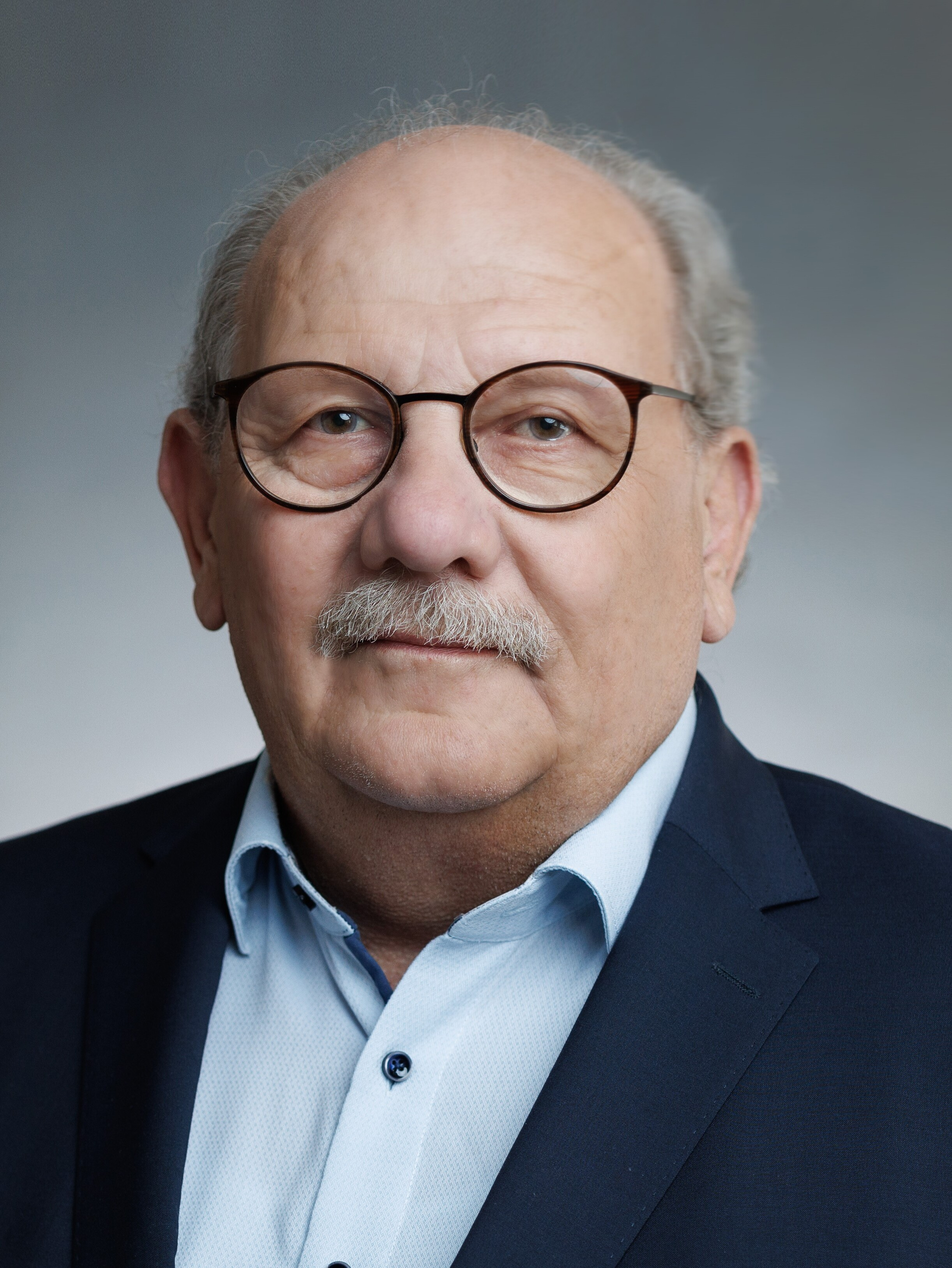
Heinz Lotz (2022)

Heinz Lotz (* 8. Februar 1954 in Marjoß) ist ein hessischer Politiker (SPD) und Abgeordneter des Hessischen Landtags. Er lebt mit seiner Frau in seinem Geburtsort Marjoß (Steinau an der Straße), hat zwei Töchter und ein Enkelkind.

## Ausbildung und Beruf
Mit 14 Jahren begann Heinz Lotz seine Ausbildung zum Schornsteinfeger (1968). 40 Jahre lang arbeitete er in diesem Beruf, zuletzt als Bezirksschornsteinfegermeister. Seit 2008 ist er Hessischer Landtagsabgeordneter.

## Politik
Heinz Lotz ist seit 1970 Mitglied der SPD. Seit 1981 ist er Vorsitzender des SPD-Ortsbezirks Marjoß und von 1981 bis 2011 war Heinz Lotz Stadtverordneter in Steinau an der Straße. Von 1988 bis 1999 war er Ortsvorsteher in Marjoß. Seit 1993 ist er Kreistagsabgeordneter im Main-Kinzig-Kreis und dort stellvertretender Vorsitzender der Fraktion. Von 1995 bis 2006 war er Vorsitzender der SPD Steinau an der Straße und von 2005 bis 2008 Unterbezirksvorsitzender des SPD-Main-Kinzig (bis 2012 stellvertretender Vorsitzender).
Bei den Landtagswahlen 2008, 2009, 2013 und 2018 kandidierte er jeweils im Wahlkreis Main-Kinzig III wurde aber jeweils über die SPD-Landesliste in den Hessischen Landtag gewählt. In der SPD-Landtagsfraktion ist er der einzige Abgeordnete mit einer Ausbildung zum Handwerker.
Im Hessischen Landtag ist er Mitglied des Ältestenrats und ist im Ausschuss für Umwelt, ländlichen Raum und Verbraucherschutz, sowie im Unterausschuss für Heimatvertriebene, Aussiedler, Flüchtlinge und Wiedergutmachung. Für die SPD-Landtagsfraktion ist Lotz Sprecher für Landwirtschaft, Forst, Jagd, Fischereiwesen, Naturschutz und Nachhaltigkeit.